# حالا، مسافر
حالا، مسافر (به انگلیسی: Now, Voyager) فیلمی ۱۱۷ دقیقه‌ای به کارگردانی اروینگ رپر با بازی بت دیویس است.
پروتی عنوان کتاب خود را از شعر والت ویتمن، «خواسته ناگفته» وام گرفت. متن کامل آن:
خواسته ناگفته هیچگاه به‌دست زندگی و زمین برآورده نشود،

اکنون، مسافر (ِ دریا)، پیش رو، برای جستجو و یافتن.
در سال ۲۰۰۷ اکنون، مسافر به خاطر «اهمیت فرهنگی، تاریخی، یا زیبایی‌شناختی» برای نگهداری در فهرست ملی ثبت فیلم کتابخانه کنگره انتخاب شد.

## خلاصه داستان

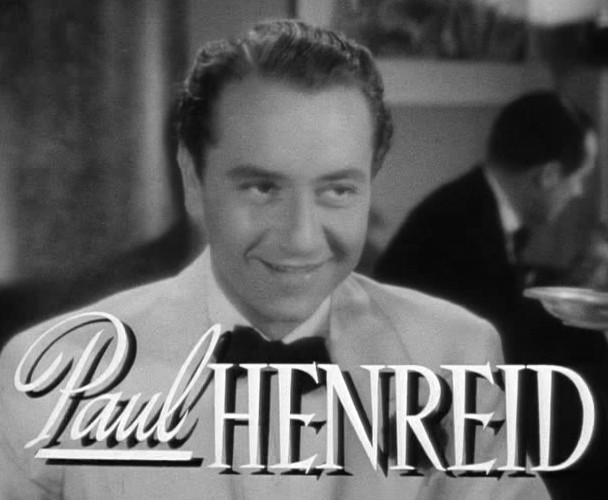
از تریلر

«دراب شارلوت وِیل» در-خود-فرورفته و سن ازدواجش گذشته؛ زندگی‌اش تحت تسلط کامل مادر مقتدرش (زنی از طبقه اشراف بوستون) است، و بدرفتاری کلامی و احساسی او با دخترش باعث نبود اعتماد به نفس در او شده‌است. خانم وِیل سه پسرش را بزرگ کرده و شارلوت بچه ناخواسته‌ای‌ست که در سن بالا به دنیا آورده‌است. لیزا، زن برادر شارلوت، با نگرانی از در آستانه فروپاشی عصبی بودن شارلوت، او را به روان‌پزشکی به نام جکوئیس معرفی می‌کند که توصیه می‌کند تا مدتی را در آسایشگاه او بگذراند.

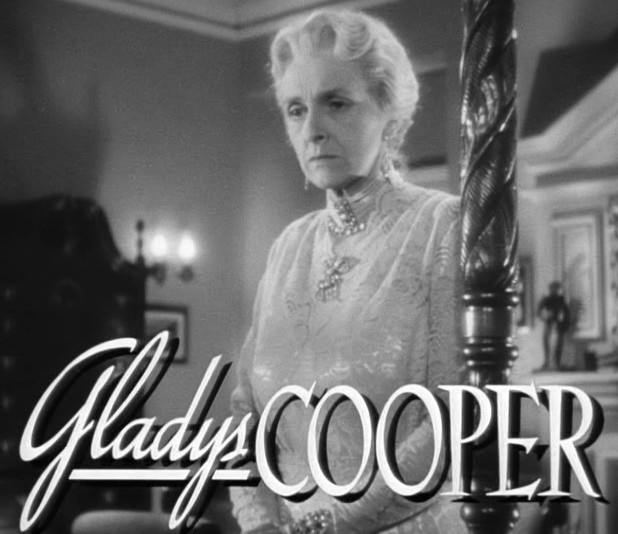
از تریلر

شارلوت، به دور از کنترل مادرش، شکوفا می‌شود و با اصرار لیزا به جای بازگشت سریع به خانه، به سفر دریایی طولانی‌ای می‌رود. در کشتی با «جرمایا دوواکس دورنس» آشنا می‌شود که همراه دوستانش «دب و فرنک مک‌اینتایر» است. شارلوت درمی‌یابد که دلبستگی جری به دختر کوچکش «کریستین (تینا)» مانع از جدایی از همسرش است، زنی سواستفاده‌گر که تینا را دوست ندارد و مانع از فعالیت جری در زمینه مورد علاقه‌اش، معماری، شده‌است.

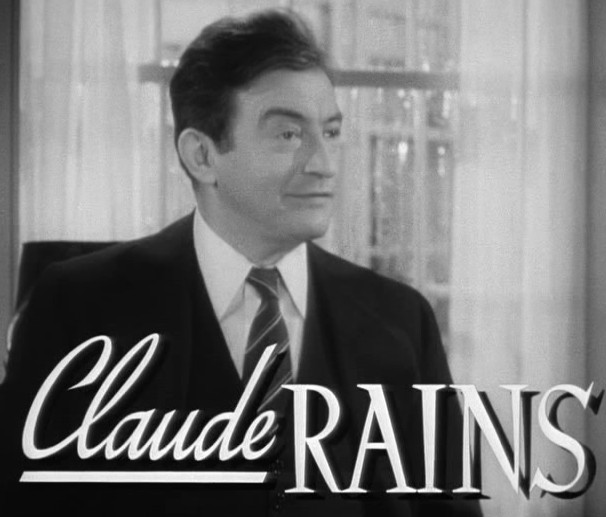
از تریلر

شارلوت و جری با هم صمیمی می‌شوند؛ در ریودوژانیرو، کوه شوگر لوف، سرگردان می‌شوند و اتومبیلشان در دره می‌افتد. کشتی را از دست می‌دهند و پنج روز را با هم می‌گذرانند؛ سپس شارلوت با پروازی خودش را به کشتی می‌رساند. گرچه عاشق هم شده‌اند، ولی تصمیم می‌گیرند که بهتر است دیگر همدیگر را نبینند.
در بازگشت خانواده شارلوت از تغییرات چشمگیر ظاهر و رفتار او تعجب می‌کنند. مادر مصمم است که روال سابق را ادامه دهد، اما شارلوت ایستادگی می‌کند. یاد جری به ثابت‌قدمی‌اش کمک می‌کند.
شارلوت با مرد ثروتمند و دارای جایگاهی که همسرش فوت کرده‌است، نامزد می‌شود؛ اما پس از دیداری اتفاقی با جری نامزدی‌اش را به هم می‌زند و با مادرش بر سر آن جروبحث می‌کند. در حین مشاجره شارلوت می‌گوید که نمی‌خواسته به دنیا آید، مادرش هم هرگز او را نمی‌خواسته و «مصیبتی برای هر دو طرف» ایجاد شده‌است. خانم ویل از سخنان دخترش شوکه می‌شود، سکته می‌کند و می‌میرد. شارلوت با احساس گناه و پریشانی به آسایشگاه برمی‌گردد.
زمانی که به آسایشگاه جکوئیس می‌رسد، با دیدن تینا دختر دوازده ساله جری که تنها است، مشکلات خود را کنار می‌گذارد. تینا شارلوت را به یاد خودش می‌اندازد؛ هر دو ناخواسته. شارلوت برای ایجاد آسایش در زندگی تینا تلاش می‌کند و با اجازه جکوئیس او را به سفر می‌برد. تینا بهتر می‌شود و شارلوت او را با خود به بوستون می‌برد.
جری و جکوئیس به خانه ویل‌ها می‌روند و او دگرگونی دخترش را از نزدیک مشاهده می‌کند. جری در ابتدا نمی‌خواهد به تحمیل کردن زندگی خود به شارلوت ادامه دهد ولی پس از واکنش او سکوت می‌کند. جکوئیس رابطه افلاطونی آن دو را شرط نگهداری شارلوت از تینا قرار داده‌است. سیگار دو نفره‌ای آتش می‌زنند. جری از او می‌پرسد که آیا احساس خوش‌بختی می‌کند، شارلوت می‌گوید: «جری، دنبال ماه نباشیم، ستاره‌ها رو داریم.»

## بازیگران اصلی
- بت دیویس در نقش شارلوت وِیل

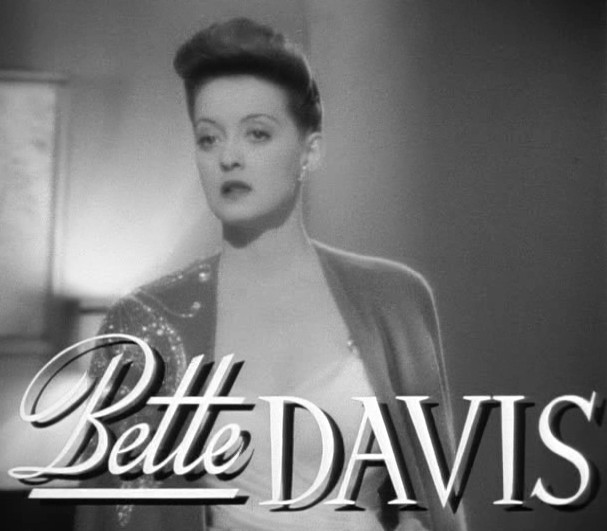
از تریلر

- پل هنرید در نقش جرمایا «جری» دوواکس دورنس
- کلود رینس در نقش دکتر جَکوئیس
- گلادیس کوپر در نقش خانم ویندل وِیل